# La bellezza di Ippolita
La bellezza di Ippolita è un film italiano del 1962 diretto da Giancarlo Zagni, liberamente tratto dal romanzo omonimo di Elio Bartolini del 1955.

## Trama
Ippolita è un'ex-ballerina che si innamora di un benzinaio di nome Luca e presto si sposano.
Ma la quiete dura poco perché Ippolita si lascia corteggiare dagli automobilisti, facendo ingelosire Luca.
Un giorno dei vecchi amici del varietà vanno a trovare la coppia; la migliore amica di Ippolita, Adriana, decide di rimanere per qualche giorno. Vista la presenza dell'altra donna Luca decide di lasciare la moglie a casa per gestire alcuni affari. Proprio in quei giorni si presenta un giovane austriaco, perdutamente innamorato di Ippolita. Lei lo rifiuta, ma gli concede una gita in sidecar. Pranzano insieme, vanno al cinema e a una gara di ballo. Nel frattempo Luca torna a casa trovando solo Adriana. Questa seduce Luca, già istigato dalla gelosia.
Il giorno dopo Ippolita decide di partecipare alla gara di ballo. Prima di uscire di casa però fa confessare ai due di essere andati a letto insieme. Adriana e Luca tornano a letto insieme ma l'uomo non riesce a non pensare ad Ippolita, nonostante le abbia fatto le valigie e voglia cacciarla di casa. L'uomo dà del denaro ad Adriana per andarsene, poi raggiunge il locale dove Ippolita ha vinto il secondo premio di tango. Sulla strada di ritorno mentre sono in macchina Luca si ferma a comprare una bottiglia di grappa che i due bevono in macchina. Una volta a casa Ippolita annuncia al marito che per fare pace e per fare di nuovo l'amore devono pareggiare i conti. Lei deve fargli le corna.
Ippolita inizia così a mettersi in mostra alla pompa di benzina facendo lentamente impazzire Luca.
Esasperato Luca la sera porta a casa una prostituta per fare ingelosire Ippolita che però rimane indifferente. Non conclude nulla ed Ippolita inizia a chiacchierare amichevolmente con l'altra donna e le cerca anche un passaggio per tornare in città. Poco dopo Luca cerca di fermare una macchina per trovare un uomo per Ippolita e tornare pari. Sfortunatamente ferma però degli uomini della buoncostume e Luca rimane qualche giorno in prigione. Una volta a casa si ripromette di cacciare Ippolita, che ha già preparato le valigie. Finiscono però nuovamente a fare l'amore. Ippolita non dirà mai se il conto tra i due è stato pareggiato.